# Mariana Pajón
Mariana Pajón Londoño, ODB (Medellín, 10 de octubre de 1991) es una deportista, colombiana, bicicrosista, ciclista de BMX,  medallista de plata y doble medallista de oro olímpica, apodada comúnmente como "la reina del BMX". Varios medios periodísticos especializados y deportistas, la consideran la mejor bicicrosista y ciclista de BMX de todos los tiempos.
Es reconocida por ser la número uno en el escalafón mundial de la UCI, medallista de oro en los Juegos Olímpicos de Río 2016 y Juegos Olímpicos de Londres 2012, siendo la única deportista colombiana en conseguir un bicampeonato olímpico. Mariana es la primera mujer latinoamericana en conseguir dos oros olímpicos en un deporte individual.
Por haber sido campeona olímpica en los Juegos Olímpicos de Londres 2012 y ganó una medalla de oro,el gobierno colombiano la condecoró con la Orden de Boyacá; además de ser bicampeona olímpica, Mariana ha sido ganadora de varios campeonatos mundiales, nacionales, estadounidenses, latinoamericanos y panamericanos, entre otros. En 2016, la ciudad de Medellín inauguró con su nombre la Pista de Supercross BMX Mariana Pajón.

## Biografía
Mariana Pajón Londoño nació en Medellín, Colombia, el 10 de octubre de 1991, hija de Carlos Mario Pajón y Claudia Londoño, quienes también fueron deportistas en su juventud (su padre practicó el automovilismo y su madre la equitación). Estudió en el colegio católico Sagrado Corazón Montemayor en Rionegro, cerca a Medellín.
Mariana aprendió a montar en bicicleta cuando tenía tres años. Cuando tenía cuatro empezó a realizar sus primeros entrenamientos en pista, y tuvo su primera carrera, en la que compitió contra niños de cinco y seis años al no existir una categoría adecuada.
Fue invitada al Campamento de BMX realizado en el marco de los Juegos Olímpicos de Beijing 2008. El 1 de junio de 2008, Mariana ganó el Campeonato Mundial de BMX de la UCI 2008, llevado a cabo en Taiwán, China, en la categoría Junior Cruiser femenina. En las pistas internacionales se ganó el apelativo de la hormiga atómica por su manera tan particular de correr, con explosión, rudeza y agresividad.

## Temporada 2008/2009
Durante la temporada 2008/2009, Mariana ganó las siguientes competencias en la categoría Juniors femenina:
| Fecha      | Competencia                                       | País      | Clase |
| ---------- | ------------------------------------------------- | --------- | ----- |
| 2008/10/04 | Campeonato latinoamericano (jornada 1)            | Chile     | 3     |
| 2008/10/05 | Campeonato latinoamericano (jornada 2)            | Chile     | 3     |
| 2009/03/06 | Campeonato Panamericano (jornada 1)               | Colombia  | 3     |
| 2009/03/07 | Campeonato Panamericano (jornada 2)               | Colombia  | 3     |
| 2009/07/25 | Campeonato Mundial UCI                            | Australia | 1     |
| 2009/07/26 | Campeonato Mundial UCI (categoría Junior Cruiser) | Australia | 1     |

El 25 de julio de 2009, Mariana obtuvo el título mundial en la categoría Junior femenina en el marco del Campeonato Mundial de BMX UCI 2009, llevado a cabo en Adelaida, Australia. Al día siguiente, durante el mismo campeonato, obtuvo el título mundial en la categoría Junior Cruiser femenina.

## Temporada 2009/2010
En la temporada 2009/2010, Mariana obtuvo las siguientes victorias en la categoría Elite femenina:
| Fecha      | Competencia                                      | País           | Clase |
| ---------- | ------------------------------------------------ | -------------- | ----- |
| 2010/02/21 | Gator Nationals (jornada 2)                      | Estados Unidos | 5     |
| 2010/05/28 | Latin American Ranking Series #4                 | Ecuador        | 5     |
| 2010/05/29 | Campeonato Panamericano                          | Ecuador        | 3     |
| 2010/08/1  | Campeonato Mundial UCI (categoría Elite Cruiser) | Sudáfrica      | 1     |

El 1 de agosto de 2010, Mariana se coronó campeona mundial en la categoría Elite Cruiser femenina, al ganar la carrera final del Campeonato Mundial de BMX celebrado en Pietermaritzburg, Sudáfrica. En dicha carrera, la ciclista logró un tiempo de 39.421 segundos, 0.757 por encima del segundo lugar.

## Temporada 2010/2011
En la temporada 2010/2011, Mariana ganó los siguientes certámenes en la categoría Elite femenina:
| Fecha      | Competencia                             | País           | Clase |
| ---------- | --------------------------------------- | -------------- | ----- |
| 2010/10/22 | Campeonato latinoamericano (jornada 1)  | Chile          | 5     |
| 2010/10/23 | Campeonato latinoamericano (jornada 2)  | Chile          | 4     |
| 2011/02/18 | Torneo Vendimia (jornada 1)             | Argentina      | 5     |
| 2011/02/19 | Torneo Vendimia (jornada 2)             | Argentina      | 4     |
| 2011/02/25 | Copa Internacional (jornada 1)          | Brasil         | 5     |
| 2011/02/25 | Copa Internacional (jornada 2)          | Brasil         | 4     |
| 2011/03/19 | ABA Winter Nationals (jornada 1)        | Estados Unidos | 4     |
| 2011/03/20 | ABA Winter Nationals (jornada 2)        | Estados Unidos | 5     |
| 2011/05/16 | Campeonato Panamericano                 | Colombia       | 3     |
| 2011/06/04 | Campeonato Europeo, ronda 7             | Suiza          | 4     |
| 2011/06/05 | Campeonato Europeo, ronda 8             | Suiza          | 5     |
| 2011/06/25 | Campeonato Sudamericano                 | Aruba          | 5     |
| 2011/06/26 | Campeonato de Centroamérica y el Caribe | Aruba          | 5     |
| 2011/07/03 | Campeonato Nacional Colombiano          | Colombia       | 6     |
| 2011/07/30 | Campeonato Mundial UCI                  | Dinamarca      | 1     |

### Campeonato Mundial de BMX
Mariana se coronó la campeona mundial de BMX, en la categoría élite femenina, el 30 de julio de 2011, en el Campeonato Mundial de BMX celebrado en el Hekla Park de Copenhague, Dinamarca.
En las pruebas contrarreloj del campeonato, Mariana obtuvo medalla de bronce al quedar en tercer lugar, siendo superada por la británica Reade Shanaze y la australiana Caroline Buchanan.
En las competencias, sin embargo, tuvo un mejor desempeño. En efecto, durante la ronda clasificatoria se llevaron a cabo tres rondas de competencia para cuatro grupos de competidoras. Mariana compitió en el cuarto grupo, logrando el primer puesto en las tres rondas (el mismo logro fue obtenido por Reade Shanaze y Sarah Walker, del primer y segundo grupo, respectivamente) y clasificando junto a otras 15 deportistas a las semifinales. En las semifinales, las competidoras se distribuyeron en dos grupos, cada uno de los cuales tuvo una competencia única; de cada grupo clasificaban cuatro personas a la final. Mariana obtuvo el primer lugar en su respectiva carrera con un tiempo de 38.491 segundos. Las demás clasificadas a la competencia final fueron las neozelandesas Sarah Walker y Klaus Lieke; las estadounidenses Arielle Martín y Amanda Gievin; la francesa Magalie Pottier; la lituana Vilma Rimsaite y la checoslovaca Jana Horákova.
Mariana ganó la carrera final con un tiempo de 37.621 segundos. El segundo puesto fue obtenido por Sarah Walker (38.095 segundos), y el tercero por Magalie Pottier (38.396 segundos).
Tras su victoria, Mariana se estableció como una opción fuerte para ganar medalla de oro en los Olímpicos de Londres 2012.

## Temporada 2011/2012
Durante esta temporada, Mariana ganó los siguientes certámenes en la categoría Elite femenina:
| Fecha      | Competencia                        | País           | Clase |
| ---------- | ---------------------------------- | -------------- | ----- |
| 2011/10/21 | Juegos Panamericanos               | México         | 5     |
| 2011/11/26 | Válida latinoamericana (jornada 1) | Colombia       | 4     |
| 2011/11/27 | Válida latinoamericana (jornada 2) | Colombia       | 5     |
| 2012/02/11 | North American Championships       | Estados Unidos | 3     |
| 2012/02/12 | Gator Nationals                    | Estados Unidos | 4     |
| 2012/07/08 | Stars N Stripes Nationals          | Estados Unidos | 5     |

### Mundial de BMX de Holanda
Mariana Pajon fue campeona del mundial de BMX celebrando en Róterdam Holanda en el mes de julio, cuando se impuso 26.983 segundos a su favor por delante de la estadounidense Alice Post.

### Juegos Panamericanos de México
El 29 de septiembre de 2011 se dio a conocer que Mariana sería la abanderada de la delegación colombiana en los Juegos Panamericanos de México, que se llevarían a cabo del 14 al 31 de octubre del mismo año.
En los mencionados juegos, Mariana, quien para entonces se encontraba en el cuarto puesto del ranking mundial de su especialidad deportiva, se adjudicó la medalla de oro de BMX en la categoría élite femenina. En efecto, en la carrera final recorrió la pista de 400 metros en 40.118 segundos, derrotando a la estadounidense Arielle Martin (42.659 segundos), la argentina María Gabriela Díaz (42.971 segundos) y las demás competidoras. Esta medalla, obtenida en una reserva forestal de la periferia sur de Guadalajara llamada el Bosque de la Primavera, sería la octava medalla de oro que Colombia tendría en la historia de los Panamericanos.

### Victorias en los Estados Unidos
En febrero de 2012, Mariana Pajón Londoño obtuvo la victoria, en un solo fin de semana, de dos importantes competencias en los Estados Unidos: el sábado 11 ganó el North American Continental Championship, convirtiéndose en la campeona de América del Norte, y al día siguiente consiguió el primer lugar en los Gator Nationals. La dupla de victorias causó que la deportista ascendiera hasta el segundo puesto del ranking mundial de la UCI, quedando por detrás de la americana Brooke Crain.

### Copa Supercross y lesión
En marzo de 2012, Mariana sufrió una caída durante las rondas clasificatorias de la primera carrera UCI BMX Supercross de la temporada, que se celebró en Chula Vista, California, debido a lo cual no pudo continuar en la competencia. A causa del accidente, la deportista sufrió una leve fisura ósea y la ruptura de un par de ligamentos en uno de sus hombros, por lo que se vio obligada a dejar las pistas por un mes.

## Juegos Olímpicos 2012

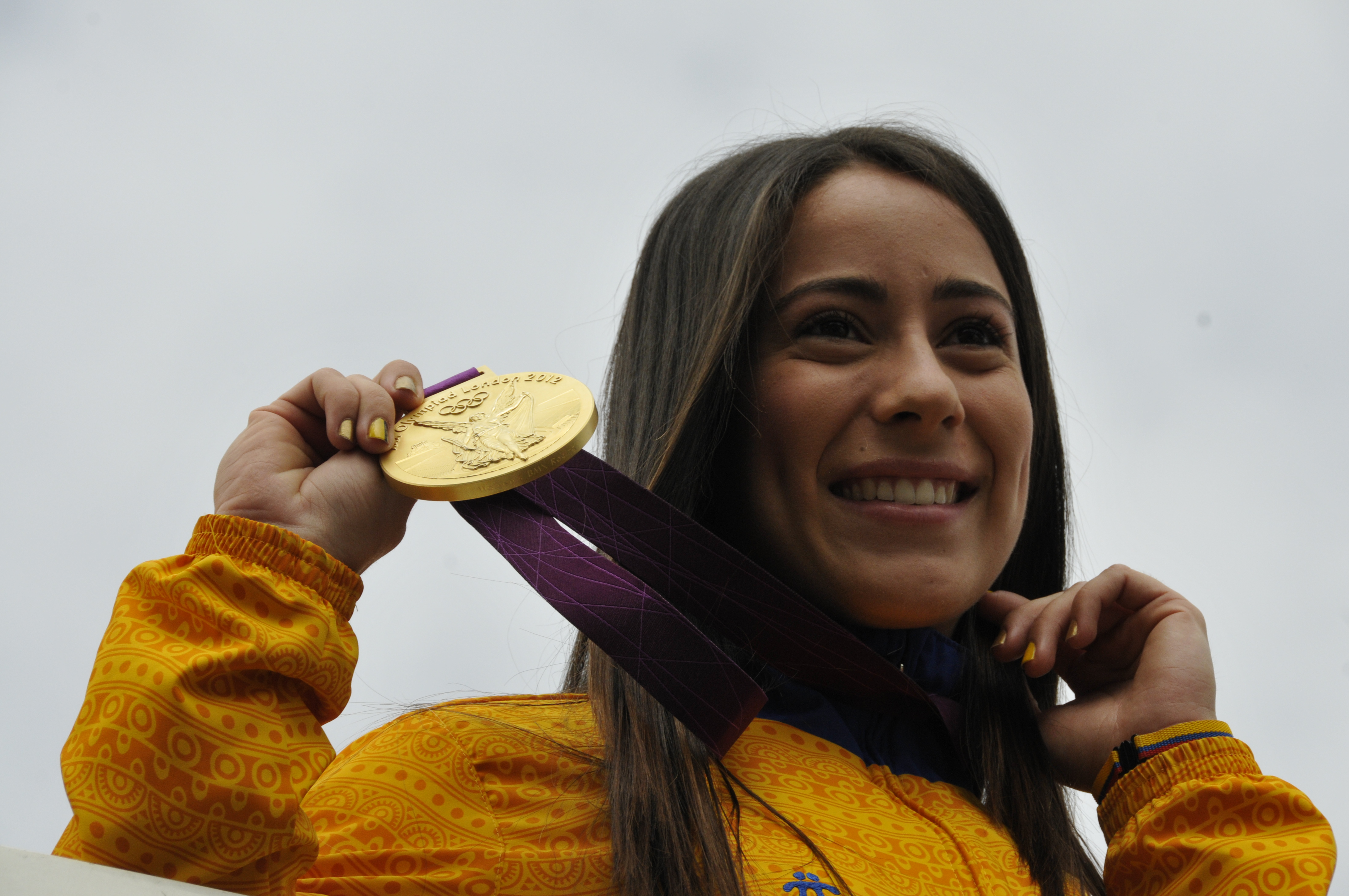
Mariana Pajón con la medalla de oro

La clasificación de atletas para los Juegos Olímpicos se basó en el ranking UCI entre el 8 de mayo de 2010 y el 31 de mayo de 2012, que a su vez se calcula con base en los resultados de cada nación en competencias de todo el mundo. Al momento de asignarse los cupos para las olimpiadas, Colombia se encontraba en el quinto puesto del ranking femenino, por lo cual recibió un único cupo a los juegos. Dicho cupo sería ocupado por Mariana, quien de ese modo debutaría en este tipo de competencias.
Mariana fue elegida como abanderada de Colombia para la ceremonia de inauguración de los Juegos por medio de un concurso organizado por el Comité Olímpico Colombiano. En dicho concurso, los colombianos podían votar por uno de varios candidatos, todos ellos deportistas de muy buen desempeño competitivo. La joven recibió un porcentaje de votación mayor al 40%.
El 10 de agosto, Mariana obtuvo medalla de oro en la final de BMX femenino en los Juegos Olímpicos con un registro de 37.706 segundos, convirtiéndose así en la segunda deportista en obtener dicho galardón en la historia del deporte colombiano. La medalla también sirvió para que la participación del país en los Olímpicos de 2012 se consolidara como la mejor de toda la historia nacional. La actuación de la ciclista durante el día fue calificada de "brillante", al haber terminado en el primer puesto en las tres rondas de clasificación de las semifinales.
Mariana también fue la abanderada de Colombia en las ceremonias de apertura y clausura de los juegos.

## Temporada 2017

### Ciclismo de Pista
En el mes de noviembre, la campeona olímpica colombiana decide participar en un evento de exhibición de pista en la ciudad de Medellín. Luego de su destacada actuación en este evento donde ganó una medalla en la prueba de velocidad x equipos mixta, la deportista colombiana decide prepararse para participar en los Juegos Bolivarianos 2017 al ser este campeonato parte del calendario del ciclo olímpico. Finalmente la Federación Colombiana de Ciclismo confirmó la lista de corredores que actuarían en las cuatro modalidades de ciclismo de pista y que tuvo como sede principal a Santa Marta. En la nómina oficial Mariana fue convocada, no solo para las carreras de BMX si no también para participar en la prueba de velocidad x equipos femenino de ciclismo de pista junto a su compatriota Martha Bayona, quien remató la prueba y ajustó el baño de oro para la delegación nacional al ganar la prueba femenina de velocidad x equipos en el velódromo Alcides Nieto Patiño de Cali.

## Palmarés en BMX
Los títulos oficiales de la deportista son:

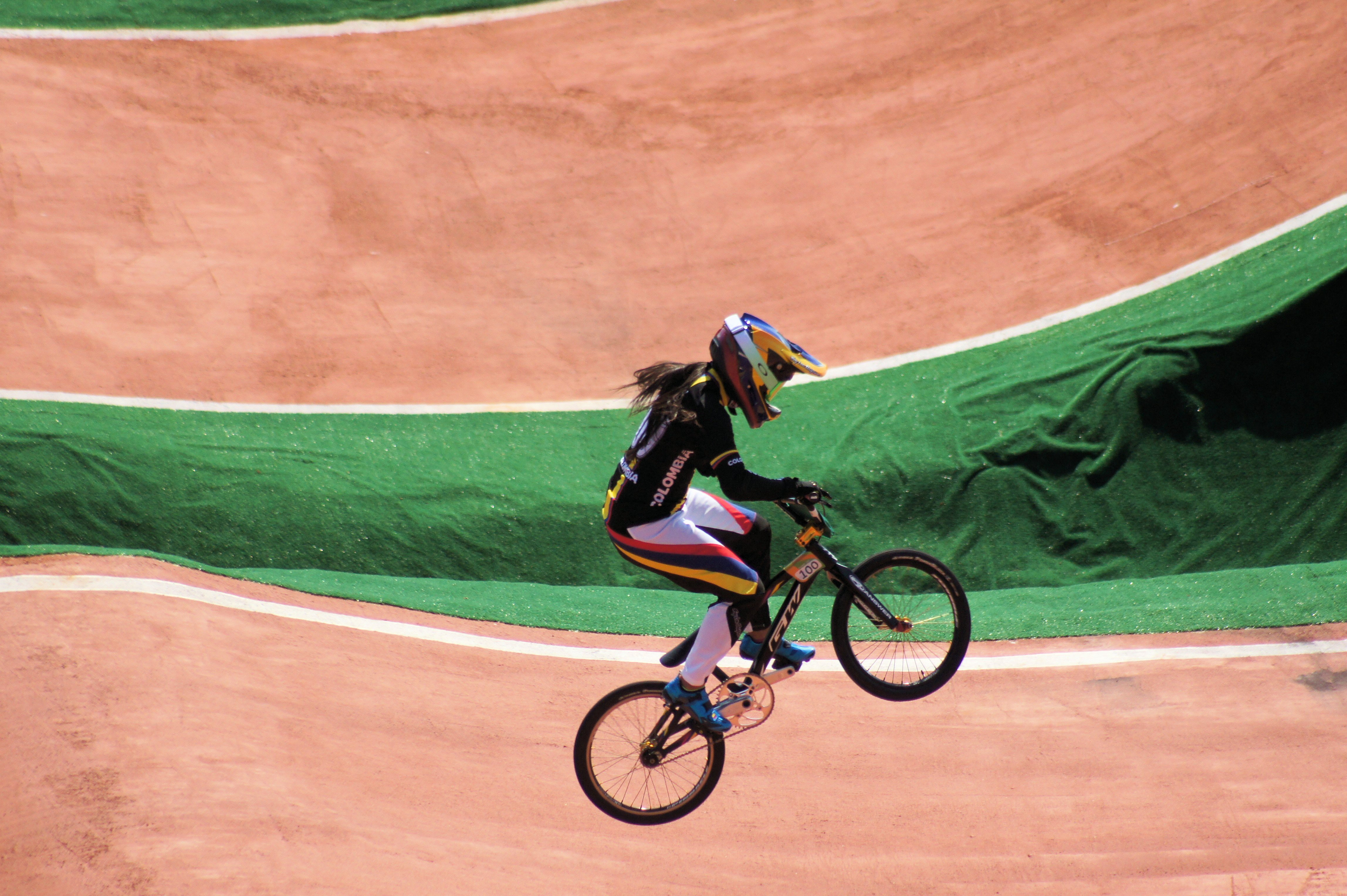
Mariana Pajón compitiendo en Río 2016.

### Juegos Olímpicos
- Juegos Olímpicos de Londres 2012
  -  Medalla de oro, Ciclismo BMX Femenino
- Juegos Olímpicos de Río de Janeiro 2016
  -  Medalla de oro, Ciclismo BMX Femenino
- Juegos Olímpicos de Tokio 2020
  -  Medalla de plata, Ciclismo BMX Femenino

### Campeonatos mundiales
- Campeonato Mundial de Ciclismo BMX de 2008
  -  Campeona mundial Junior Cruiser femenino
- Campeonato Mundial de Ciclismo BMX de 2009
  -  Campeona mundial Junior femenino
- Campeonato Mundial de Ciclismo BMX de 2010
  -  Campeona mundial Cruiser femenino
- Campeonato Mundial de Ciclismo BMX de 2011
  -  Campeona mundial femenino
  -  contrarreloj femenino
- Campeonato Mundial de Ciclismo BMX de 2013
  -  Campeona mundial contrarreloj femenino
- Campeonato Mundial de Ciclismo BMX de 2014
  -  Campeona mundial femenino
  -  contrarreloj femenino
- Campeonato Mundial de Ciclismo BMX de 2015
  -  Campeona mundial contrarreloj femenino
- Campeonato Mundial de Ciclismo BMX de 2016
  -  Campeona mundial femenino
  -  contrarreloj femenino
- Campeonato Mundial de Ciclismo BMX de 2017
  -  3.º elite femenino

### Copa Mundo BMX Supercross
- Medalla de bronce, Francia, 2010
- Medalla de bronce, Estados Unidos, 2011
- Medalla de bronce, Tercer puntaje, 2011
- Medalla de oro, Holanda, 2013
- Medalla de oro, Estados Unidos, 2013
- Medalla de plata, Argentina, 2013
- Medalla de oro, Primera puntuación, 2013
- Medalla de oro, Argentina, 2014
- Medalla de oro, Estados Unidos, 2014
- Medalla de plata, Alemania, 2014
- Medalla de plata, Segundo puntaje, 2014
- Medalla de oro, Holanda, 2015
- Medalla de oro, Estados Unidos, 2015
- Medalla de oro, Argentina, 2015
- Medalla de oro, Primer puntaje, 2015
- Medalla de plata, Argentina, 2016
- Medalla de oro, Bélgica, 2017
- Medalla de oro, Argentina, 2017
- Medalla de oro, Italia, 2017
- Medalla de plata, Segundo puntaje, 2017[42]
- Medalla de bronce, Australia, 2020
- Medalla de plata, Italia, 2020
- Medalla de oro, Colombia, 2021

### Juegos Bolivarianos
- Medalla de oro, contrarreloj femenino, Trujillo 2013
- Medalla de oro, élite femenino, Trujillo 2013
- Medalla de oro, contrarreloj femenino, Santa Marta 2017
- Medalla de oro, élite femenino, Santa Marta 2017

### Juegos Centroamericanos y del Caribe
- Medalla de oro, Mayagüez 2010
- Medalla de oro, Veracruz  2014

### Juegos Panamericanos
- Medalla de oro, Guadalajara 2011
- Medalla de oro, Lima 2019

### Juegos Suramericanos
- Medalla de oro, Medellín 2010
- Medalla de oro, Santiago de Chile 2014
- Medalla de oro, Asunción 2022

### Campeonato de Colombia
2011
- Campeonato de Colombia de Ciclismo BMX

2013
- Campeonato de Colombia de Ciclismo BMX

2014
- Campeonato de Colombia de Ciclismo BMX

2015
- Campeonato de Colombia de Ciclismo BMX

2016
- Campeonato de Colombia de Ciclismo BMX

2017
- Campeonato de Colombia de Ciclismo BMX

2019
- Campeonato de Colombia de Ciclismo BMX

## Palmarés en Pista

### Juegos Bolivarianos
- Medalla de oro, velocidad x equipos femenino, Santa Marta 2017

## Condecoraciones
- Teniendo en cuenta sus triunfos deportivos durante 2011 particularmente los de Dinamarca, donde obtuvo su quinto título mundial UCI y ganó medalla de bronce en contrarreloj, y México, donde ganó medalla de oro en los Juegos Panamericanos, el 19 de diciembre de 2011 Mariana Pajón recibió el título de "Deportista del Año" del Instituto Colombiano del Deporte (Coldeportes) y la Asociación Colombiana de Periodistas Deportivos (Acord).[43]
- El 14 de octubre de 2010 Mariana es declarada "mujer deportista del año" Pastas La Muñeca, premio organizado por el programa "Carrera de la Mujer".
- El 13 de septiembre de 2011 Mariana recibe nuevamente el premio "mujer deportista del año" Pastas La Muñeca.
- El 15 de agosto de 2012, Mariana fue condecorada por el Gobierno de Colombia con la Cruz de Boyacá al haber sido medallista de los Juegos Olímpicos de Londres 2012.[9]
- En 2013, fue ganadora del premio Personaje del año en los Kids Choice Awards México 2013, compitiendo por el mismo con Linda Palma, Diego Saenz y Greeicy Rendón.
- En octubre de 2013, fue ganadora emérita del Premio Mujeres de Éxito en la categoría Deportiva.[44]